# Striptease (film)
Striptease is een Amerikaanse misdaad-dramafilm uit 1996 onder regie van Andrew Bergman. Hij baseerde het verhaal hiervan op dat uit het boek Strip Tease van Carl Hiaasen. Moore kreeg voor haar rol in de film 12 miljoen Amerikaanse dollar, tot dan toe het hoogste bedrag ooit betaald aan een actrice voor een filmrol. De film kostte in totaal zo'n 50 miljoen dollar. Striptease 'won' niettemin zes Golden Raspberry Awards, waaronder die voor slechtste film, slechtste actrice en slechtste regisseur.

## Verhaal
Erin Grant (Demi Moore) raakt de voogdij over haar kind kwijt. Ze heeft geld nodig om in hoger beroep te kunnen gaan en gaat daarom werken bij de Eager Beaver, een lokale stripclub. Het congreslid David Dilbeck (Burt Reynolds) komt op een avond vermomd op de club en wordt verliefd op Grant. Wanneer Dilbeck een andere bezoeker aanvalt, wordt hij herkend door een andere bezoeker. Die biedt Grant aan om haar aan het benodigde geld te komen door Dilbeck af te persen. Dat gaat niet helemaal zoals gepland.

## Rolverdeling
| Acteur             | Personage         |
| ------------------ | ----------------- |
| Demi Moore         | Erin Grant        |
| Armand Assante     | Al Garcia         |
| Ving Rhames        | "Shad"            |
| Robert Patrick     | Darrell Grant     |
| Burt Reynolds      | David Dilbeck     |
| Paul Guilfoyle     | Malcolm Moldowsky |
| Jerry Grayson      | Orly              |
| Rumer Willis       | Angela Grant,     |
| Robert Stanton     | Erb Crandal       |
| William Hill       | Jerry Killian     |
| Stuart Pankin      | Alan Mordecai     |
| Dina Spybey        | Monique Jr.       |
| PaSean Wilson      | Sabrina Hepburn   |
| Pandora Peaks      | Urbana Sprawl     |
| Barbara Alyn Woods | Lorelei           |
| Kimberly Flynn     | Ariel Sharon      |
| Rena Riffel        | Tiffany           |
| Siobhan Fallon     | Rita Grant        |
| Gary Basaraba      | Alberto           |